# Stadion Varteks
Das Stadion Varteks ist ein Fußballstadion in der kroatischen Stadt Varaždin. Es ist die Heimspielstätte des 2012 gegründeten Fußballvereins NK Varteks. Es liegt direkt an der Schnellstraße Varaždin–Zagreb gegenüber der Textilfabrik „Varteks“. Es war auch der Spielort des 2015 aufgelösten NK Varaždin.

## Geschichte
Das 1931 eröffnete Stadion bietet heute auf seinen drei Tribünen (zwei Längstribünen und eine Hintertortribüne) 9099 Zuschauern Platz. Direkt hinter der Hintertortribüne im Süden liegt u. a. ein Kunstrasenplatz mit 500 Plätzen und Flutlicht. Nördlich des Stadions befindet sich das Teniski centar Varaždin mit u. a. elf Sandplätzen unter freiem Himmel sowie eine Tennishalle. Der Tennisclubs TK Varaždin 1181 nutzt die Anlage.
2002 wurde die Spielstätte mit umfangreichen Renovierungsmaßnahmen an die Anforderungen der UEFA angepasst. In den Räumlichkeiten des Stadions selbst befinden sich die Vorstandsbüros, ein Tagungszentrum, der Trophäenraum, der Fanshop und das Vereinscafé „Contra“, welches auch von Spielern frequentiert wird.
Der neue NK Varaždin wurde als NK Varaždin Škola Nogometa (deutsch NK Varaždin Fußballschule) gegründet. Nach der Auflösung des alten NK Varaždin übernahm der Club die Bezeichnung NK Varaždin und nutzt das Stadion Varteks.

## Galerie

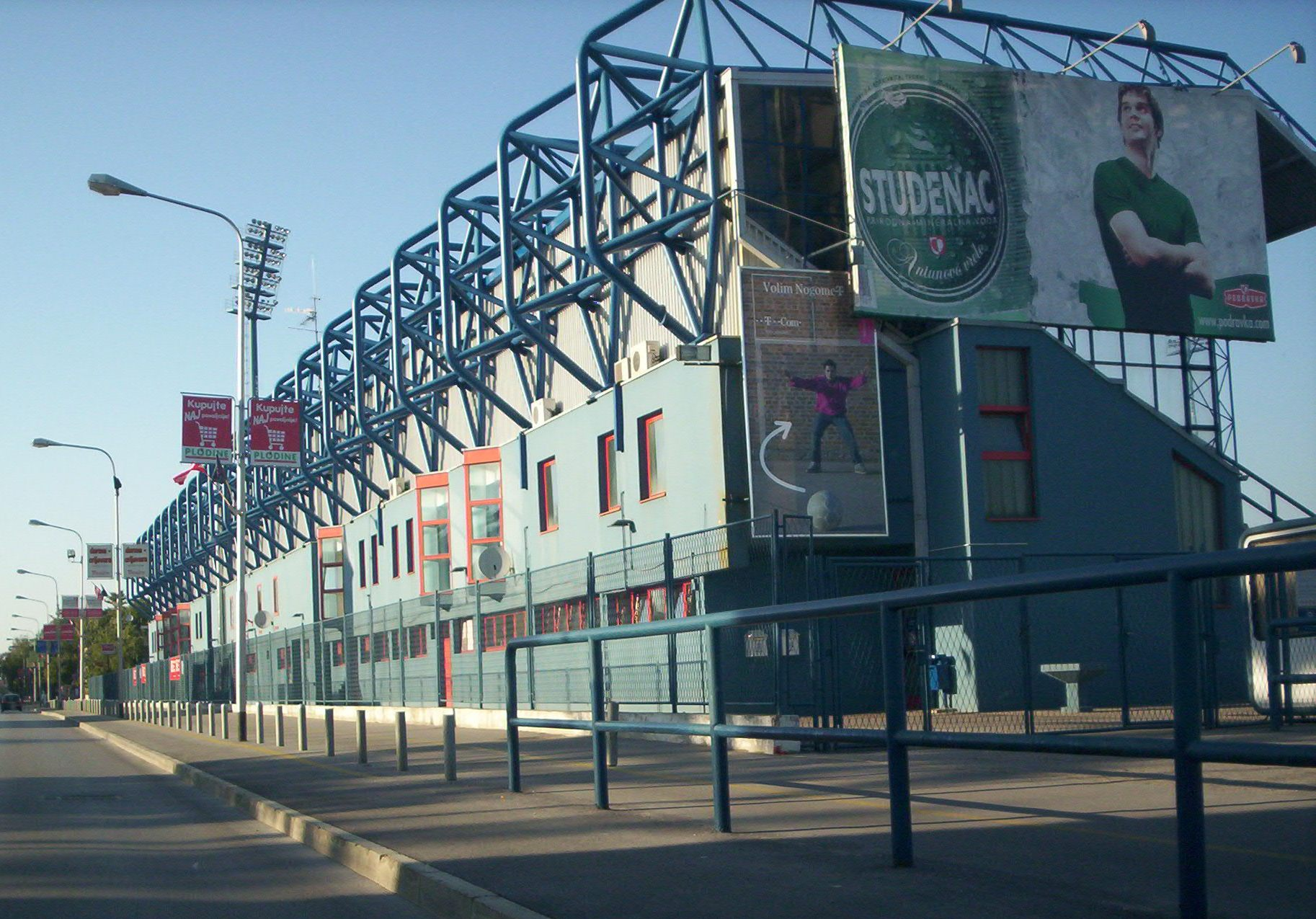
Außenansicht der Haupttribüne (2006)
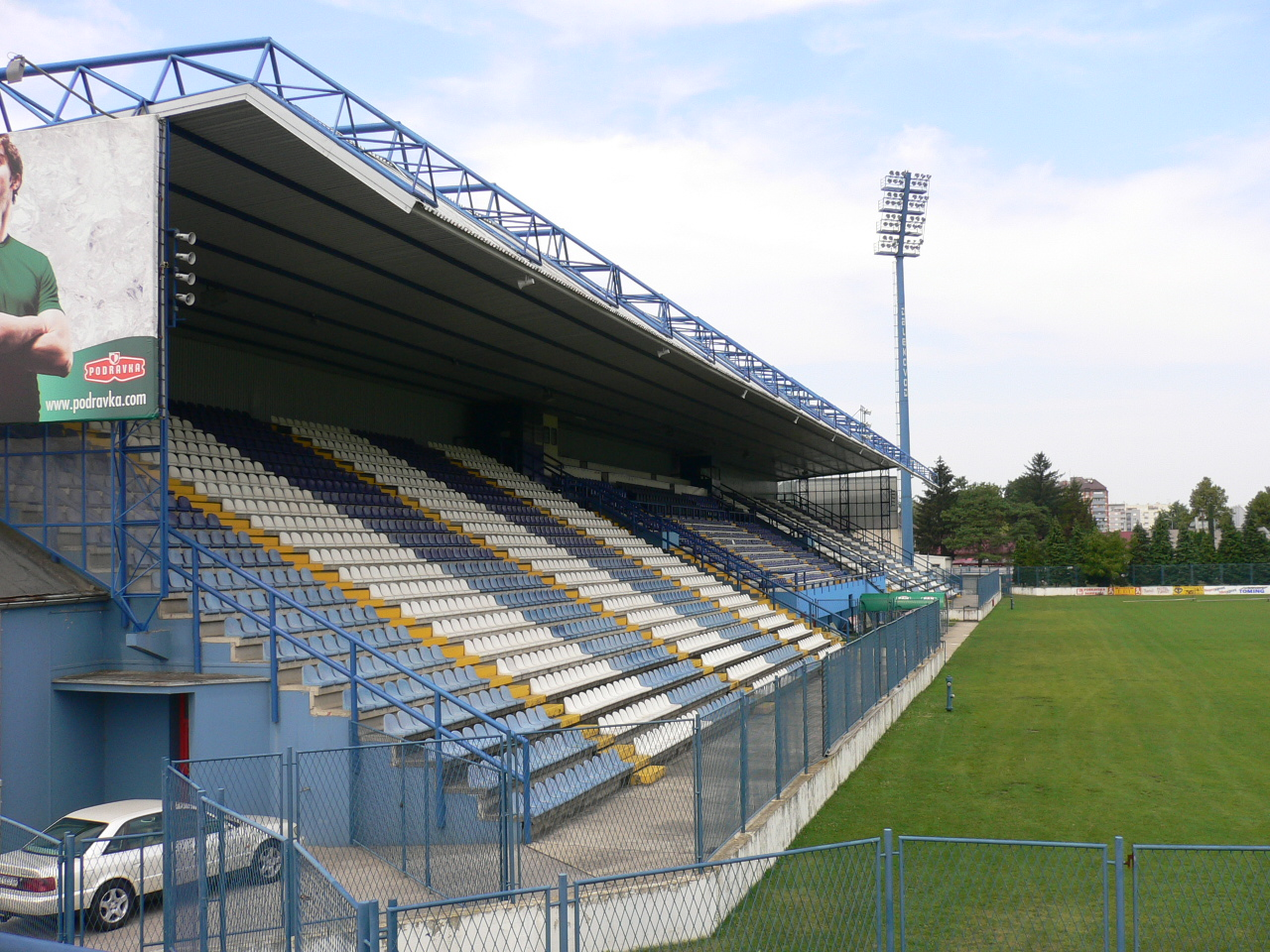
Die Haupttribüne (2006)
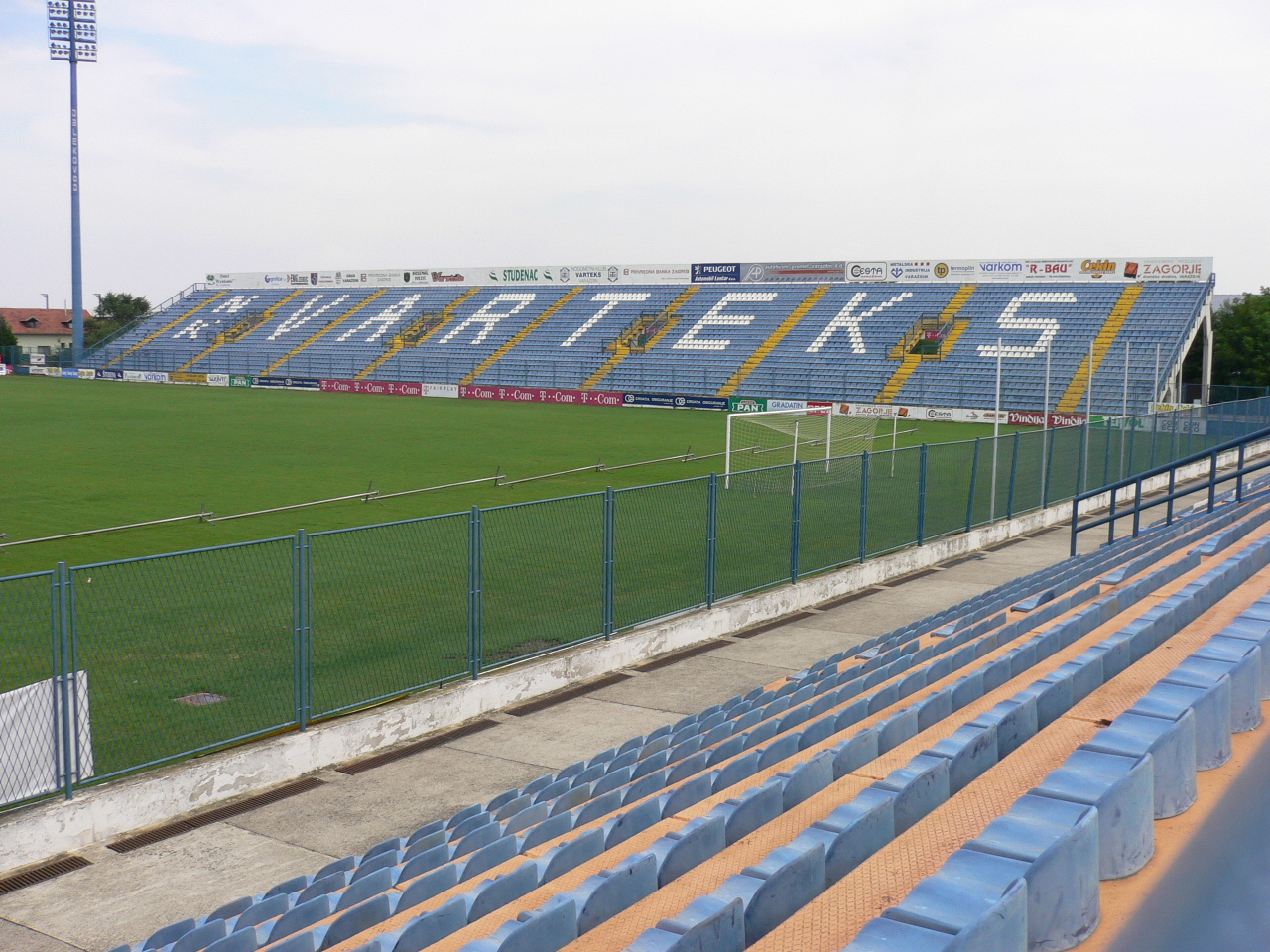
Die Gegentribüne (2006)